# Alfonsas Giedraitis

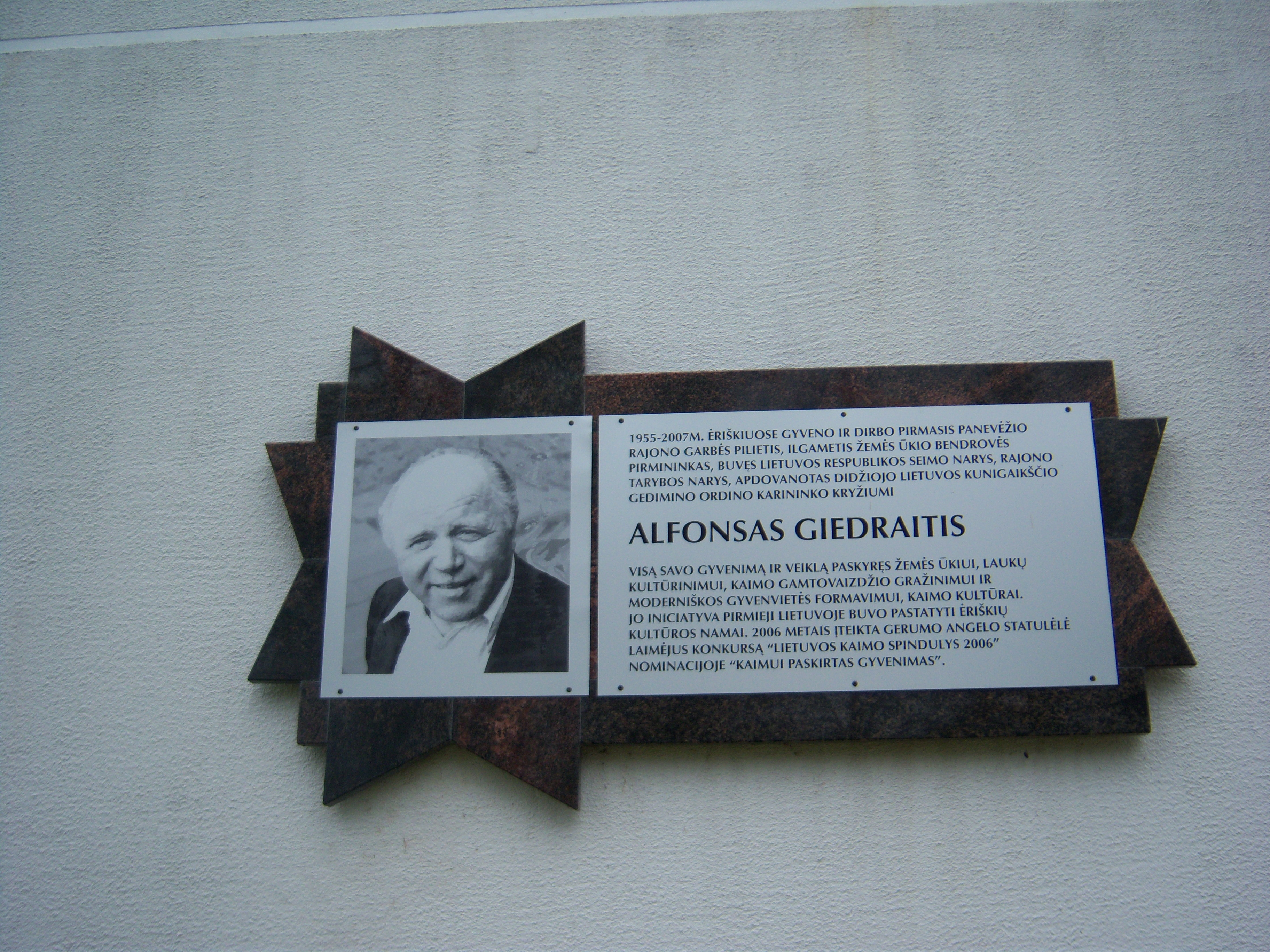
Gedenktafel in Ėriškiai

Alfonsas Giedraitis (*  28. März 1925 in Latava, Rajongemeinde Anykščiai; † 12. August 2007 in Ėriškiai, Rajongemeinde Panevėžys) war ein litauischer Politiker.

## Leben
1937 absolvierte er die Grundschule Andrioniškis und von 1941 bis 1943 lernte er in der Agrarschule Raguvėlė. Von 1943 bis 1944 studierte er am Agrotechnik-Institut Panevėžys. Von 1944 bis 1946 arbeitete er als Punktleiter in der Zuckerfabrik (Panevėžio cukraus fabrikas) in Joniškėlis. Von 1946 bis 1947 lernte er am Gymnasium Anykščiai.
1961 absolvierte er mit Auszeichnung das Agrartechnikum Joniškėlis. Von 1992 bis 1996 war er Mitglied im Seimas und von 2000 bis 2007 Mitglied im Rat der Rajongemeinde Panevėžys.
Ab 1961 war er Mitglied von KPdSU, ab 1990 von LDDP.

## Auszeichnungen
- 1998: Gediminas-Orden, Karininko kryžius
- 2005: Ehrenbürger der  Rajongemeinde Panevėžys